# Blumeodendron tokbrai
Blumeodendron tokbrai là một loài thực vật có hoa trong họ Đại kích. Loài này được (Blume) Kurz mô tả khoa học đầu tiên năm 1873.